# هاينز بيندر
هاينز بيندر (بالألمانية: Heinz Binder)‏ (29 يناير 1943 في النمسا - 28 أبريل 2024) هو مدرب كرة قدم ولاعب كرة قدم نمساوي في مركز الدفاع. شارك مع منتخب النمسا لكرة القدم. أما مع النوادي، فقد لعب مع أوستريا فيينا وغراتزر أي كاي ونادي واكر إنسبروك ونادي ليوبن ‏.

## وصلات خارجية
- هاينز بيندر على موقع قاعدة بيانات كرة القدم.إي يو (الإنجليزية)
- هاينز بيندر على موقع ناشيونال فوتبول تيمز (الإنجليزية)
- هاينز بيندر على موقع عالم كرة القدم.نت (الإنجليزية)